# اعتدالین (تلما)

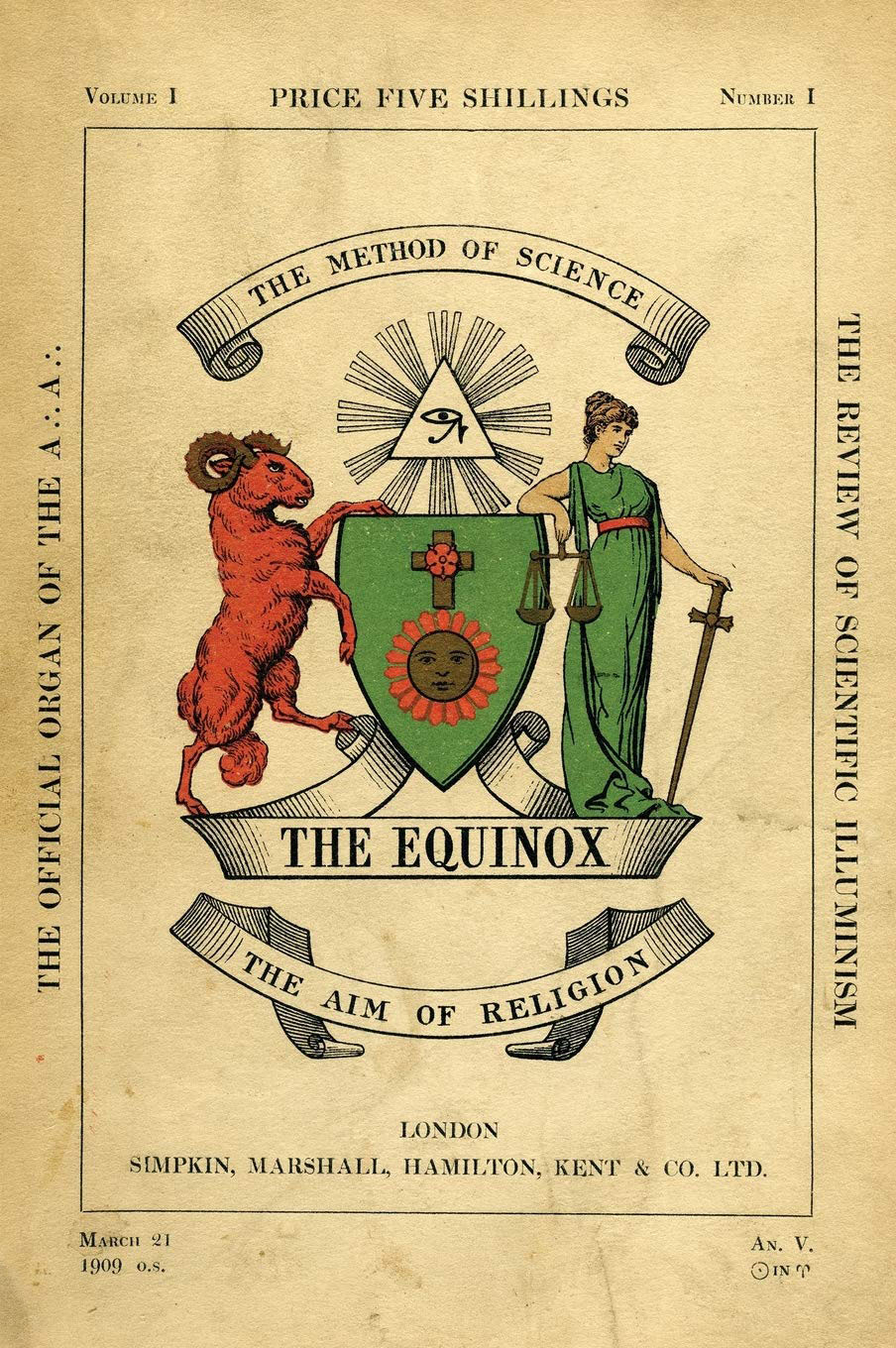
اعتدالین (تلما)

اعتدالین (به انگلیسی: The Equinox) (زیرتیتر: «نشریهٔ اشراقی علمی») مجموعه از نشریات می‌باشند که در قالب کتاب به عنوان ارگان رسمی A∴A∴، سازمانی جادویی که توسط آلیستر کراولی تأسیس شده (هر چند به تشکیلات وابسته اش، سازمان معبد شرق، نیز مرتبط است)، منتشر شده‌اند. در ۱۹۰۹ میلادی آغاز شدند و عمدتا دارای مقالاتی پیرامون رازورزی و جادو بودند، در حالی که چند نشریه نیز شامل شعر، داستان، نمایشنامه، آثار هنری و زندگی نامه نیز می‌شدند. آخرین نشریه در ۱۹۹۸ میلادی منتشر شده‌است.

## تاریخچهٔ انتشار
اعتدالین به صورت شش ماهه از سال ۱۹۰۹ میلادی تا ۱۹۱۳ میلادی شروع شد. جلد ۲ هیچ گاه منتشر نشد و جلد ۳:۱ آخرین شماره‌ای بود به صورت پیاپی منظم منتشر شد. نسخه‌های اعتدالین به صورت نامنظم توسط تشکیلات مختلف منتشر شدند و بیشتر با عنوانشان شناخته می‌شوند. نشریات ۳:۵ به به بعد پس از مرگ کراولی در ۱۹۴۷ منتشر شده‌اند.
- جلد ۱، #۱: بهار ۱۹۰۹. سیمپکین، مارشال، همیلتون، کنت و شرکا، منحصرا.
- جلد ۱، #۲: پاییز ۱۹۰۹. سیمپکین، مارشال، همیلتون، کنت و شرکا، منحصرا.
- جلد ۱، #۳: بهار ۱۹۱۰. انتشار خصوصی، لندن.
- جلد ۱، #۴: پاییز ۱۹۱۰. انتشار خصوصی، لندن.
- جلد ۱، #۵: بهار ۱۹۱۱. انتشار خصوصی، لندن.
- جلد ۱، #۶: پاییز ۱۹۱۱. ویلند و شرکا.
- جلد ۱، #۷: بهار ۱۹۱۲. ویلند و شرکا.
- جلد ۱، #۸: پاییز ۱۹۱۲. ویلند و شرکا.
- جلد ۱، #۹: بهار ۱۹۱۳. ویلند و شرکا.
- جلد ۱، #۸: پاییز ۱۹۱۳. ویلند و شرکا.
- جلد ۲، منتشر نشده.
- جلد ۳، #۱: بهار ۱۹۱۹. انتشار عمومی.
- جلد ۳، #۲: عیسی، لیبر ۸۸۸، و سایر مقالات؛ منتشر نشده.
- جلد ۳، #۳: اعدالین خدایان. ۱۹۳۶. لندن، سازمان معبد شرق.
- جلد ۳، #۴: هشت خطابه بر یوگا. ۱۹۳۹. لندن، سازمان معبد شرق.
- جلد ۳، #۵: کتاب تحوت. ۱۹۴۴. لندن، سازمان معبد شرق.
- جلد ۳، #۶: لیبر الف. ۱۹۶۱. انتشار تلما.
- جلد ۳، #۷: شی یی. ۱۹۷۱. انتشار تلما.
- جلد ۳، #۸: تائو ته کینگ. ۱۹۷۵. ویسر.
- جلد ۳، #۹: کتاب‌های مقدس تلما. ۱۹۸۳. ویسر.
- جلد ۳، #۱۰: ۱۹۸۶. ویسر.
- جلد ۴، #۱: شرح بر کتب مقدس و دیگر مقالات. ۱۹۹۶. ویسر.
- جلد۴، #۲: مشاهده و صوت به همراه شرح و دیگر مقالات. ۱۹۹۸. ویسر.

## فهرست اعتدالین

### جلد ۱

#### شماره ۱
1. سرمقاله
2. گزارشی از A∴A∴
3. لیبر لیبرائه (کتاب میزان)
4. لیبر تمرین
5. راه جادوگر. نوشتهٔ آلیستر کراولی
6. عینک جادو. نوشتهٔ فرانک هریس
7. مبارزهٔ کیمیایی برادر پراردوا
8. عروس تنها. نوشتهٔ ویکتور بی نئوبورگ
9. در چنگال راه.
10. جادوگر
11. سرباز و گوژپشت:! و؟ نوشتهٔ آلیستر کراولی
12. زاهد
13. معبد شاه سلیمان (کتاب ۱)
14. خطر رستنی (بخش ۱): یک مطالعهٔ دارویی. نوشتهٔ ای وینری، ام پی اس
15. صفحات پایانی

- ضمیمهٔ مخصوص: جان قدیس جان: ضبط بازنشستگی جادویی جی اچ نوشتهٔ فراتر O. '. M. '.

#### شماره ۲
1. روی جلد
2. سرمقاله
3. لیبر او
4. خطر رستنی (بخش ۲): روان‌شناسی حشیش. نوشتهٔ اولیور هدو
5. تجدیدنظرها
6. باغ یانوس. نوشتهٔ آلیستر کراولی
7. Circean رویا. نوشتهٔ ماریتال نی
8. چوپان گمشده. نوشتهٔ ویکتور بی نئوبورگ
9. کتاب راهنمای رمل
10. ارگان در کلیسای پادشاه، کمبریج، نوشتهٔ بی اچ اس پینسنت
11. نوشتاری بر پیدایش
12. پنج نیایش. نوشتهٔ دوست آشیها خان
13. عاشقان خیال. نوشتهٔ فرانسیس بندیک
14. معتاد دخانیات
15. کارت پستال‌ها برای استاژ. نوشتهٔ آلیستر کراولی
16. الاغ وحشی. نوشتهٔ آلیس کوساک
17. الوالهول در جیزه. نوشتهٔ لرد دونسانی
18. پاپ بانوی Panormita. نوشتهٔ الین کار
19. معبد شاه سلیمان (کتاب ۲)
20. در میان پریان دریایی
21. درود بر آدونای. نوشتهٔ آلیستر کراولی
22. پوشش انسان. نوشتهٔ جرج رافالوویچ
23. آلوهای داغ و منشور. نوشتهٔ ای کویلر.
24. توقف تجدیدنظرهای مطبوعات

### جلد 3

#### شماره‌های ۲ الی 10
- #۲: بشارت قدیس برنارد شاو (منتسبا، منتشر نشده)
- #۳: اعتدالین خدایان
- #۴: هشت خطابه بر یوگا
- #۵: کتاب تحوت
- #۶: لیبر الف
- #۷: شی یی (یی چینگ)
- #۸: تائو ته چینگ
- #۹: کتاب‌های مقدس تلما
- #۱۰: نشریهٔ اشراقی علمی، ارگان رسمی سازمان معبد شرق